# Orchesia minor
Orchesia minor là một loài bọ cánh cứng trong họ Melandryidae. Loài này được Walker miêu tả khoa học năm 1837.